# Френез ан Стоа
Френез ан Стоа (фр. Fraisnes-en-Stois) насеље је и општина у североисточној Француској у региону Лорена, у департману Мерт и Мозел која припада префектури Нанси.
По подацима из 2011. године у општини је живело 116 становника, а густина насељености је износила 18,15 становника/km². Општина се простире на површини од 6,39 km². Налази се на средњој надморској висини од 320 метара (максималној 515 m, а минималној 291 m).

## Демографија
| 1962. | 1968. | 1975. | 1982. | 1990. | 1999. | 2011. |
| ----- | ----- | ----- | ----- | ----- | ----- | ----- |
| 118   | 135   | 101   | 90    | 76    | 81    | 116   |

График промене броја становника у току последњих година